# 富士見カントリークラブハウス
富士見カントリークラブハウス（ふじみカントリークラブハウス）は、大分県大分市横瀬にあるゴルフ場大分富士見カントリー倶楽部のクラブハウスである。大分市出身の建築家磯崎新の設計により、1974年9月に竣工した。

## 概要
磯崎新が「建築の解体」を掲げて、機能主義を中心とする近代主義から離れつつあった時代の作品で、同年に竣工した群馬県立近代美術館や北九州市立中央図書館と並んでこの時期の代表的作品のひとつである。
この時期の作品では、球、立方体、円筒といった単純な幾何図形を用い、それを図形的に操作するマニエリスム的な設計手法が採られている。この作品では、北九州市立中央図書館と同じく、基本となる幾何図形として半円筒形のヴォールトが用いられ、それを折り曲げていく操作によって平面が構成されている。その結果、全体の平面は、俯瞰すると「?」（クエスチョン・マーク）の形状を成している。クエスチョン・マークの先端の点にあたる部分に車寄せが設けられており、そこからエントランスを入ると内部空間は右側に湾曲したU字型で、更衣室やレストランなどが動線に沿って配されている。

### 建築諸元
- 構造 - 鉄筋コンクリート構造 地上2階（一部3階）[1]
- 敷地面積（ゴルフコースを含む） - 714,524m2[1]
- 建築面積 - 1,267m2[1]
- 延床面積 - 1,841m2[1]
- 設計 - 磯崎新アトリエ[2]
- 施工 - 佐藤組[2]

## 大分富士見カントリー倶楽部
大分富士見カントリー倶楽部は、大分県大分市横瀬にあるゴルフ場。1975年5月1日に開場した。パシフィックゴルフマネージメントが運営している。

## 所在地及び交通手段
- 所在地：大分県大分市横瀬1473[1]
- 九州旅客鉄道日豊本線 大分駅下車、車で約20分
- 大分バス 横瀬バス停または横瀬小入口バス停下車、徒歩約15分